# 微軟學術搜索
微軟學術搜索（英語：Microsoft Academic Search）是微軟亞洲研究院開發的線上免費學術搜索引擎。它為研究員、學生、圖書館員和其他用戶查找學術論文、國際會議、權威期刊、作者和學術興趣圈提供了更加智能、新穎的獲取方式。微軟學術搜索比前一次發佈的學術搜索的數據庫更小，但在內容和軟件功能方面更加優化。與傳統的頁面級搜索引擎比較，微軟學術搜索使用對象級別的信息查詢方式，它可以幫助用戶找到一個學術領域內的頂尖科學家、會議和期刊；獲得一個學術興趣圈興起與發展的詳細信息；使用戶準確找到感興趣的學術論文；發現某個領域經典、熱點的學術論文和正在崛起的學術新星。目前該搜索引擎專注于電腦科學和信息科學範圍內的搜索，未來有可能將搜索範圍擴展到其他學科領域。

## 歷史
微軟在學術搜索領域的嘗試可以追溯到windows Live Search，該學術搜索服務于2006年4月發佈，2008年5月停止。

## 搜索結果
搜索對象在微軟學術搜索結果中的排列基於兩方面因素：與檢索詞的相關度和檢索對象在世界範圍內的影響力。

## 2009年11月Beta版發佈和新特徵
- 在作者個人頁面添加了更豐富的個人信息，包括從某種程度上可以反映作者學術水平的H/G指數

H指數：某位作者在一定時期內發表的H篇論文分別被引用了至少H次。
G指數：某位作者發表的所有論文按被引次數從高到低排列，累計被引用次數在最接近（大於或者等於）文章序號（G）平方時，此序號G即為該作者的G指數。
作者論文發表和論文被引用趨勢圖表反映了作者在某段時期內的學術影響力。作者頁面添加了作者頭像圖片。
- 視覺瀏覽（Visual Explorer）頁面應用人立方搜索技術，綜合了與每位作者有關的合作者信息，用戶可以通過視覺瀏覽點擊查看其他作者信息。
- 學術搜索引擎主頁設置了計算機科學類目導航，將計算機科學分成23個研究領域。用戶點擊各個類別可以查看各領域具有影響力的論文、作者、會議和期刊。

## 2010年3月新增個性化體驗功能
- 作者主頁添加作者的研究興趣；支持將作者的學術論文列表嵌入至其他網頁；RSS訂閱第一時間知曉作者的最新信息。
- 視覺瀏覽頁面新增了作者的照片；點擊作者圖像可以顯示作者的信息；點擊兩位作者之間的鏈接線，可以瀏覽合作的論文信息；在視覺瀏覽框內檢索作者姓名可查看他的學術關係圖。
- 支持對檢索結果的二次排序。可以選擇將時間限定在最近5/10年，從而便於瞭解學術圈內崛起的學術新星和新發表論文
- 對本土作者的姓名提示。如果輸入作者的中文姓名，即可自動提示作者的英文名字。

## 外部連結
- 微軟學術搜索 （页面存档备份，存于）